# (3150) Tosa
(3150) Tosa est un astéroïde de la ceinture principale.

## Description
(3150) Tosa est un astéroïde de la ceinture principale. Il fut découvert le 11 février 1983 à Geisei par Tsutomu Seki. Il présente une orbite caractérisée par un demi-grand axe de 3,20 UA, une excentricité de 0,12 et une inclinaison de 22,1° par rapport à l'écliptique.

## Compléments